# Eduard Otto
Carl Friedrich Eduard Otto (Neu-Schöneberg, Berlim, 2 de janeiro de 1812 — Hamburg, 11 de setembro de 1885) foi um botânico, briólogo e malacólogo alemão.

## Biografia
Em 28 de agosto de 1838 embarcou em Hamburgo com Johannes Gundlach (1810–1886) e Ludwig Karl Georg Pfeiffer (1805–1877) com destino a Havana. Entre 1838 e 1839, realizou uma viagem de exploração botânica a Cuba durante a qual, como havia feito durante outras expedições por diversas regiões da Europa, constituiu uma muito rica colecção de história natural. Também estudou os costumes sociais dos habitantes das regiões visitadas. Visitou Cuba, Estados Unidos e Venezuela. As plantas vivas recolectadas tiveram como destino o Jardim Botânico de Berlim e as herborizadas o Real Herbário de Berlim.

## Obras
Entre outras, é autor das seguintes obras:
- eduard Otto, edmund Goeze. 1885. Hamburger Garten- und Blumenzeitung: Zeitschrift für Garten- und Blumenfreunde, für Kunst- und Handelsgärtner. Volumen 41. Editor R. Kittler. Edición reimpresa de BiblioBazaar, 594 pp. 2011. ISBN 1-246-59922-8

- -------------------. 1843. Reisseerinnerungen an Cuba, Nord- und Südamerica, 1838-1841. Editor Naucksche buchhandlung, viii + 329 pp. resumen todo el libro